# 周丙榮
周丙榮（1861年—1915年），字子善，江蘇省通州直隸州如皋縣人，清朝政治人物、同進士出身。
光緒二十一年（1895年），参加光緒乙未科殿試，登進士三甲119名。同年五月，著交吏部掣签分发各省，以知县即用。